# Tour of Britain 2006
Il Tour of Britain 2006, terza edizione della corsa, si svolse dal 29 agosto al 3 settembre 2006 su un percorso di 870 km ripartiti in 6 tappe, con partenza da Glasgow e arrivo a Londra. Fu vinto dal danese Martin Pedersen della Team CSC davanti allo spagnolo Luis Pasamontes e all'italiano Filippo Pozzato.

## Tappe
| Tappa  | Data         | Percorso                   | km    | Vincitore di tappa | Leader cl. generale |
| ------ | ------------ | -------------------------- | ----- | ------------------ | ------------------- |
| 1ª     | 29 agosto    | Glasgow > Castle Douglas   | 162   | Martin Pedersen    | Martin Pedersen     |
| 2ª     | 30 agosto    | Blackpool > Liverpool      | 163   | Roger Hammond      | Matthew Goss        |
| 3ª     | 31 agosto    | Bradford > Sheffield       | 180   | Filippo Pozzato    | Martin Pedersen     |
| 4ª     | 1º settembre | Wolverhampton > Birmingham | 130,3 | Frederik Willems   | Martin Pedersen     |
| 5ª     | 2 settembre  | Rochester > Canterbury     | 152,6 | Francesco Chicchi  | Martin Pedersen     |
| 6ª     | 3 settembre  | Londra > Londra            | 82    | Tom Boonen         | Martin Pedersen     |
| Totale | Totale       | Totale                     | 870   |                    |                     |

## Dettagli delle tappe

### 1ª tappa
- 29 agosto: Glasgow > Castle Douglas – 162 km

| Pos. | Corridore       | Squadra            | Tempo    |
| ---- | --------------- | ------------------ | -------- |
| 1    | Martin Pedersen | CSC                | 4h03'38" |
| 2    | Luis Pasamontes | Unibet.com         | s.t.     |
| 3    | Matthew Goss    | SouthAustralia.com | s.t.     |

| Pos. | Corridore       | Squadra            | Tempo    |
| ---- | --------------- | ------------------ | -------- |
| 1    | Martin Pedersen | CSC                | 4h03'38" |
| 2    | Luis Pasamontes | Unibet.com         | s.t.     |
| 3    | Matthew Goss    | SouthAustralia.com | s.t.     |

### 2ª tappa
- 30 agosto: Blackpool > Liverpool – 163 km

| Pos. | Corridore       | Squadra           | Tempo    |
| ---- | --------------- | ----------------- | -------- |
| 1    | Roger Hammond   | Discovery Channel | 3h54'15" |
| 2    | Aart Vierhouten | Skil-Shimano      | s.t.     |
| 3    | Russell Downing | DFL               | s.t.     |

| Pos. | Corridore       | Squadra            | Tempo    |
| ---- | --------------- | ------------------ | -------- |
| 1    | Matthew Goss    | SouthAustralia.com | 7h57'35" |
| 2    | Martin Pedersen | CSC                | a 2"     |
| 3    | Luis Pasamontes | Unibet.com         | a 8"     |

### 3ª tappa
- 31 agosto: Bradford > Sheffield – 180 km

| Pos. | Corridore       | Squadra    | Tempo    |
| ---- | --------------- | ---------- | -------- |
| 1    | Filippo Pozzato | Quick Step | 4h28'18" |
| 2    | Michael Rogers  | T-Mobile   | a 32"    |
| 3    | Nick Nuyens     | Quick Step | s.t.     |

| Pos. | Corridore       | Squadra    | Tempo     |
| ---- | --------------- | ---------- | --------- |
| 1    | Martin Pedersen | CSC        | 12h26'24" |
| 2    | Luis Pasamontes | Unibet.com | a 51"     |
| 3    | Filippo Pozzato | Quick Step | a 2'11"   |

### 4ª tappa
- 1º settembre: Wolverhampton > Birmingham – 130,3 km

| Pos. | Corridore        | Squadra         | Tempo    |
| ---- | ---------------- | --------------- | -------- |
| 1    | Frederik Willems | Vlaanderen      | 2h54'12" |
| 2    | Mark Cavendish   | Sparkasse       | a 2"     |
| 3    | Paul Manning     | Landbouwkrediet | a 6"     |

| Pos. | Corridore       | Squadra    | Tempo     |
| ---- | --------------- | ---------- | --------- |
| 1    | Martin Pedersen | CSC        | 15h25'56" |
| 2    | Luis Pasamontes | Unibet.com | a 51"     |
| 3    | Filippo Pozzato | Quick Step | a 2'11"   |

### 5ª tappa
- 2 settembre: Rochester > Canterbury – 152,6 km

| Pos. | Corridore         | Squadra      | Tempo    |
| ---- | ----------------- | ------------ | -------- |
| 1    | Francesco Chicchi | Quick Step   | 4h24'42" |
| 2    | Mark Cavendish    | Sparkasse    | s.t.     |
| 3    | Aart Vierhouten   | Skil-Shimano | s.t.     |

| Pos. | Corridore       | Squadra    | Tempo     |
| ---- | --------------- | ---------- | --------- |
| 1    | Martin Pedersen | CSC        | 19h50'43" |
| 2    | Luis Pasamontes | Unibet.com | a 51"     |
| 3    | Filippo Pozzato | Quick Step | a 2'11"   |

### 6ª tappa
- 3 settembre: Londra > Londra – 82 km

| Pos. | Corridore      | Squadra           | Tempo    |
| ---- | -------------- | ----------------- | -------- |
| 1    | Tom Boonen     | Quick Step        | 2h00'41" |
| 2    | Roger Hammond  | Discovery Channel | s.t.     |
| 3    | Mark Cavendish | Sparkasse         | s.t.     |

| Pos. | Corridore       | Squadra    | Tempo     |
| ---- | --------------- | ---------- | --------- |
| 1    | Martin Pedersen | CSC        | 21h51'24" |
| 2    | Luis Pasamontes | Unibet.com | a 51"     |
| 3    | Filippo Pozzato | Quick Step | a 2'11"   |

## Classifiche finali

### Classifica generale
| Pos. | Corridore          | Squadra                               | Tempo     |
| ---- | ------------------ | ------------------------------------- | --------- |
| 1    | Martin Pedersen    | Team CSC                              | 21h51'24" |
| 2    | Luis Pasamontes    | Unibet.com                            | a 51"     |
| 3    | Filippo Pozzato    | Quick Step                            | a 2'11"   |
| 4    | Nick Nuyens        | Quick Step                            | a 2'46"   |
| 5    | Michael Rogers     | T-Mobile                              | s.t.      |
| 6    | Iljo Keisse        | Chocolade Jacques-Topsport Vlaanderen | a 3'06"   |
| 7    | Johann Tschopp     | Phonak Hearing Systems                | a 3'07"   |
| 8    | Andy Schleck       | Team CSC                              | a 3'14"   |
| 9    | Russell Downing    | DFL-Cyclingnews-Litespeed             | a 3'16"   |
| 10   | Maarten Tjallingii | Skil-Shimano                          | a 3'18"   |